# Kaszczorek
 (février 2021).
Kaszczorek est un district de la ville polonaise de Toruń situé sur la rive gauche de la Vistule.

## Galerie

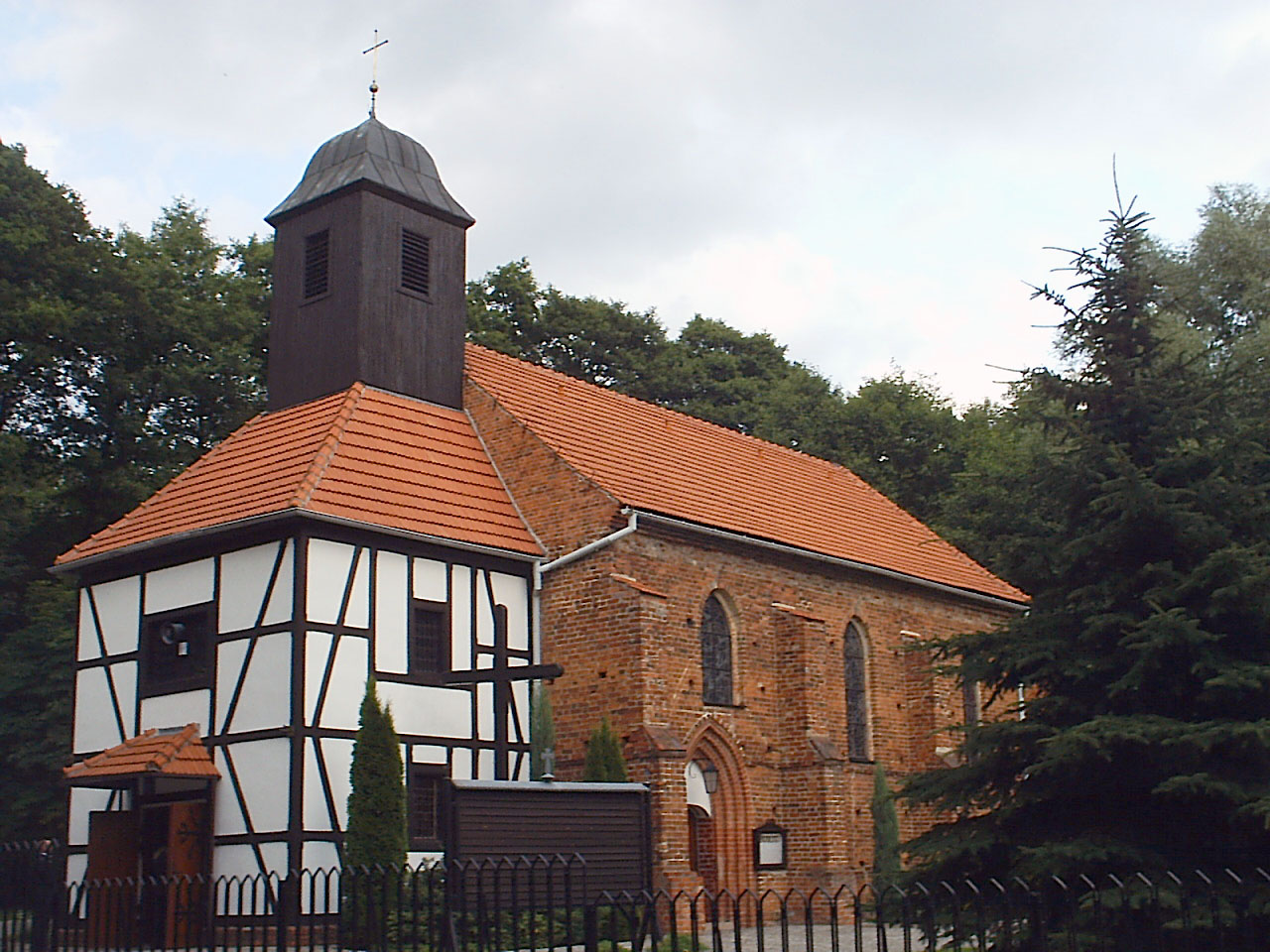
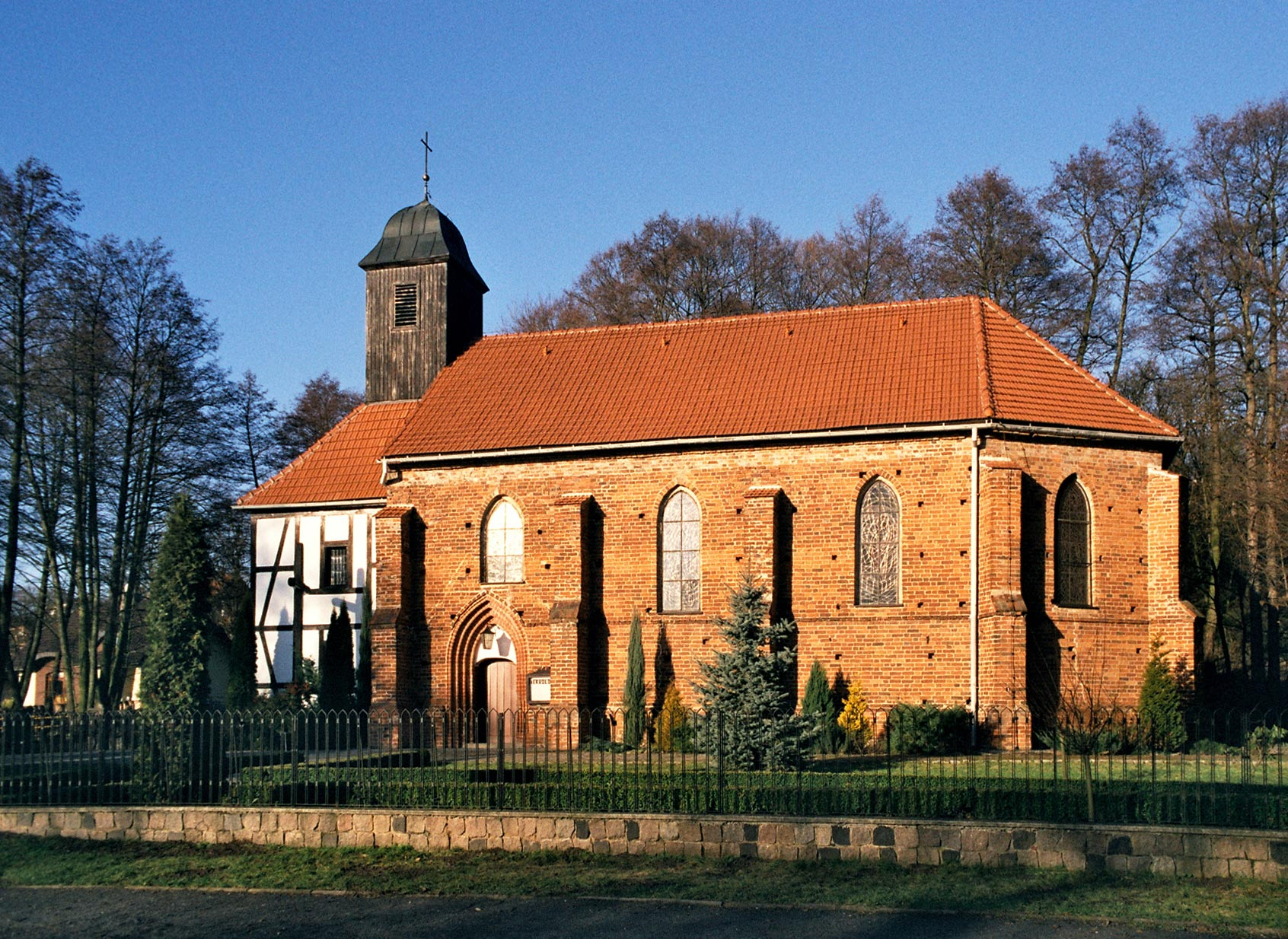